# Babai
Babai là một thị xã và là một nagar panchayat của quận Hoshangabad thuộc bang Madhya Pradesh, Ấn Độ.

## Địa lý
Babai có vị trí 22°42′B 77°56′Đ / 22,7°B 77,93°Đ Nó có độ cao trung bình là 300 mét (984 foot).

## Nhân khẩu
Theo điều tra dân số năm 2001 của Ấn Độ, Babai có dân số 14.587 người. Phái nam chiếm 52% tổng số dân và phái nữ chiếm 48%. Babai có tỷ lệ 66% biết đọc biết viết, cao hơn tỷ lệ trung bình toàn quốc là 59,5%: tỷ lệ cho phái nam là 73%, và tỷ lệ cho phái nữ là 58%. Tại Babai, 15% dân số nhỏ hơn 6 tuổi.